# Münzkirchen
Münzkirchen – gmina targowa w Austrii, w kraju związkowym Górna Austria, w powiecie Schärding. Według danych Austriackiego Urzędu Statystycznego liczyła 2529 mieszkańców (1 stycznia 2015).